# МИ6
 Тази статия е за Тайната разузнавателна служба на Великобритания.  За съветския вертолет вижте Ми-6.  
Тайната разузнавателна служба на Великобритания (СИС, MИ6) (на английски: Secret Intelligence Service, SIS/Military Intelligence, MI6) е служба на външнополитическото разузнаване към МВнР на Великобритания.
Разузнавателната служба на МВнР е част от правителствения апарат и е подчинена едновременно на МВнР и на Обединения разузнавателен комитет. Началникът на СИС е член на колегията на Форин офис (държавен секретар с ранг на заместник-министър) и единствен известен държавен служител в системата на разузнаването. От 1994 г. централният апарат на МИ6 се намира в правителствения район на Уестминстър, в сграда № 85 на крайбрежната улица „Принц Алберт“, Лондон. Основната правна база за воденето на разузнавателна дейност от Великобритания е „Законът за разузнавателните служби“ от 1994 г. (Intelligence Services Act 1994), до публикуването на който съществуването на външно разузнаване официално се отрича на правителствено ниво.
Обединената служба за външно разузнаване на Великобритания води началото си от Разузнавателното управление (РУ) (Secret Service Bureau) към Правителствения комитет за отбрана и от Главното управление на разузнаването на Сухопътните войски. Сформираното през 1909 г. РУ към Комитета за отбрана включвало разузнавателен и контраразузнавателен отдели с неголям по брой апарат. Секцията се разраства значително по време на Първата световна война, като официално приема сегашното си име около 1920 г.

## Интересни факти
- Сътрудници на разузнаването за известно време са били известните писатели Съмърсет Моъм и Греъм Грийн. Моъм по време на Първата световна война изпълнявал мисия в Русия, а Грийн от 1941 до 1944 г. е работил в британското разузнаване в Сиера Леоне и в Португалия, където официално е бил представител на МВнР на Великобритания. Един от неговите колеги през тези години е бил Ким Филби.